# Algot Brynolfsson
Algot Brynolfsson, född cirka 1228 (möjligen tidigare, knappast senare), död någon gång under åren 1298–1302, var svenskt riksråd och lagman i Västergötland. Algot räknas som stamfar till Algotssönernas ätt. Sigillvapen: först ros i fyrstyckad sköld, senare ett stort A.
Första gången Algot Brynolfsson omnämns i källorna är 1260, då han var gift med en i övrigt okänd Margareta Petersdotter (död senast 1374), som möjligen var dotter till Algots företrädare i lagmansämbetet, Peter Näf (Lejon).
Algot Brynolfsson blev lagman senast 1270 och var det fortfarande 1288, då en av hans söner, Folke Algotsson, gjorde sig skyldig till brudrov och flydde med bruden till Norge. Till följd av sonens tilltag tvingade han avgå som lagman. Han och en annan av hans söner, Rörik, tillbringade en tid i fångenskap men båda frigavs 1289.
1. Brynolf Algotsson Biskop i Skara.
2. Magnus Algotsson frigiven ur fängelse 1298
3. Karl Algotsson följde med till Norge, greps och avrättades vid återkomst till Sverige från Norge år 1289
4. Folke Algotsson bortförde år 1288 Ingrid Svantepolksdotter. Död i Norge.
5. Bengt Algotsson, följde med till Norge
6. Rörik Algotsson fängslades
7. Peter Algotsson, var kunglig kansler under Magnus Ladulås.
8. ? Nils Algotsson